# روبرت سميث (جراح)
روبرت سميث زمالة الكلية الملكية للجراحين (1840-1885)، المعروف أيضًا باسم بوب سميث، كان طبيبًا سيراليونيًا عمل كجراح استعماري مساعد في سيراليون خلال أواخر القرن التاسع عشر. كان سميث أول أفريقي يصبح زميلًا للكلية الملكية للجراحين في إدنبرة بعد إكمال دراساته الطبية في جامعة إدنبرة.

## حياته
ولد سميث في فريتاون، سيراليون، التي كانت مستعمرة بريطانية آنذاك، لوالدي ويليام سميث جونيور (1816-1896)  وشارلوت سميث (نيي ماكولاي). وُلد ويليام سميث في كيب كوست لأبوين إيسي، أميرة فانتية وويليام سميث الأب، وهو رجل شرطة من يوركشاير عمل قاضيًا في المحكمة المشتركة المختلطة في فريتاون، سيراليون. شارلوت ماكولاي كانت أفريقية متحررة وابنة كينيث ماكاولاى، ابن عم ثان لزاكاري ماكولاي وعم اللورد ماكولاي. كان روبرت سميث الابن الثاني لسبعة أطفال ولدوا لوليام سميث من زواجه الأول من شارلوت ماكولاي.

## التعليم
لتحق روبرت سميث لفترة وجيزة بمدرسة قواعد الكنيسة التبشيرية في فريتاون، ولكن في عام 1855 التحق بمدرسة الملكة إليزابيث النحوية، ويكفيلد في يوركشاير، إنجلترا. بعد أن أكمل تعليمه الثانوي، التحق بالكلية الملكية للأطباء والجراحين في غلاسكو، وأكمل دراسته في عام 1865 بمؤهلين مزدوجين في الطب والجراحة، وأصبح مسجلاً في 12 مايو 1866. أصبح أول غرب أفريقي  زميلًا للكلية الملكية للجراحين في 18 أكتوبر 1871. 

## مسار مهني
بعد حصوله على درجته العلمية في الطب، عاد سميث إلى سيراليون وعمل نائبًا لمفتش إدارة الصحة والشحن. كان سميث طبيباً مشهوراً في فريتاون وحظي بشعبية كبيرة من قبل مجتمع سيتلر ومارون المسنين في منطقة سيتلر تاون ومارون تاون. أدت مهاراته كطبيب إلى الترقية وتم تعيينه في النهاية مساعدًا لجراح المستعمرات.  قدم سميث محاضرات أيضًا في علم التشريح وعلم وظائف الأعضاء في كلية فوره باي من عام 1879 إلى عام 1884، وقام بتدريس عدد من أطباء سيراليون في المستقبل بما في ذلك جون فاريل إيزمون. في عام 1881 أصبح زميلًا غير مقيم في المعهد الملكي الاستعماري.

## اسرته

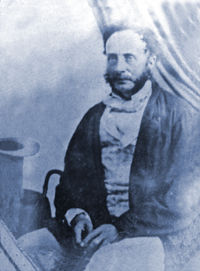
الحاكم بنيامين شيلي باين

في 21 يوليو 1865، تزوج سميث من آني ماري باين، ابنة الحاكم بنيامين تشيلي كامبل باين. عاش الزوجان في منزل عائلة سميث في شارلوت ستريت وأنجبا ثلاثة أطفال، تشيلي سميث،  شارلوت أ. سميث،  وفلورنس ماري سميث (1869-1883).
كان سميث شقيق فرانسيس سميث (1847-1912)، وهو ثاني سيراليوني مؤهل كمحامي في المعبد الأوسط. كان فرانسيس سميث جد الأم لفرانسيس رايت، وهي أول سيدة سيراليونية مؤهلة للعمل كمحامية. تزوجت ماري سميث، شقيقة سميث، من الدكتور ويليام بروتون ديفيز (1831-1906)، وهو طبيب سيراليوني من أصول يوروبا الأفريقية المحررة.
من خلال زواج والده الثاني من آن سبيلسبري، حفيدة الدكتور جورج جرين سبيلسبري، الطبيب الاستعماري، كان روبرت سميث هو الأخ غير الشقيق لأديلايد كاسلي-هايفورد، وهو عالم تربوي وكاتب سيراليوني معروف.  كان سميث أيضًا صهرًا للدكتور ويليام أوونور رينر، وهو طبيب سيراليوني، ومحامي سيراليوني بيتر أونور رينر. كان سميث قد ورث ممتلكات من جده لأبيه، كينيث ماكولاي، وامتلك منزلاً في شارع جلوستر. بعد وفاته في عام 1885، ورث تشيلي سميث ممتلكات والده ووفر الإقامة لعماته، أديلايد كاسلي-هايفورد وإيما سميث.

## وفاته والإرث
توفي سميث بشكل غير متوقع في 4 يوليو 1885 من «الحمى الصفراوية المتقطعة الخبيثة». كان سميث شخصية مشهورة بين النخبة في سيراليون، وشغل منصب نائب الرئيس ورئيس نادي سيراليون غريب الأطوار. أقرض سميث 100 جنيه إسترليني لصديقه، جون هنري توماس، الذي أصبح فيما بعد تاجرًا ناجحًا ومزدهرًا. وُصف سميث بأنه «أنيق»، وكان معروفًا بدفئه وقصصه الفكاهية عن تجاربه في الدراسة في بريطانيا.
كان من المعتقد على نطاق واسع أن سميث ستتم ترقيته في النهاية إلى جراح مستعمرات ولكن وفاته كانت العائق أمام ترقيته إلى هذا المنصب.
بعد وفاته، فقد سيراليون كريو حظوظها مع الحكومة الاستعمارية باستثناء الدكتور ويليام جارفيس أوونور رينر والدكتور ألبرت ويغز إيسمون، سيكون لدى القليل من السيراليونيين الفرصة لخدمة الحكومة الاستعمارية في منصب رفيع مثل حداد.